# Erich Lachmann
Erich Gustav Willie Lachmann (6 de noviembre de 1909 - 23 de enero de 1972) fue un policía auxiliar y SS-Scharführer (sargento) que participó en la Operación Reinhard en el campo de exterminio de Sobibor. 

## Biografía
Lachmann nació en Liegnitz el 6 de noviembre de 1909 y empezó su carrera como policía. 

### Carrera en el Tercer Reich
Desde septiembre de 1941, Lachmann entrenó a ucranianos en el campo de concentración de Trawniki, que se habían inscrito como voluntarios para ser guardias en la Operación Reinhard. Según el propio testimonio de Lachmann, estuvo en Sobibor como comandante de los guardias ucranianos desde agosto de 1943; sin embargo, testigos declararon que estaba en el campo desde exactamente un año antes. Su compañero de las SS Erich Bauer lo llamaba «un ebrio y alguien que robaba como los cuervos». Prisioneros de Sobibor, como Eda Lichtman y Abraham Margulies, fueron testigos de Lachmann violando a muchachas jóvenes. 
Cuando Franz Reichleitner tomó el mando de Sobibor de Franz Stangl, envió a Lachmann de nuevo a Trawniki, porque consideró que Lachmann no estaba apto para cumplir con sus deberes. Desde allí, Lachmann desertó con su novia polaca en el invierno de 1942-1943. Fue arrestado varios meses más tarde en Varsovia y fue sentenciado a seis años en prisión; no obstante, fue liberado en abril de 1945 durante las últimas etapas de la guerra, capturado por el Ejército rojo soviético y sobrevivió la guerra.

### Posguerra
En el juicio de Sobibor en Hagen, que duró del 6 de septiembre de 1965 al 20 de diciembre de 1966, fue acusado de participar en el asesinato masivo de aproximadamente 150.000 judíos.
En el juicio, Lachmann declaró:

No tenía nada contra los judíos. Los veía como las demás personas. Anteriormente, compraba mis trajes de un judío, Max Süssmann, quien tenía una compañía textil en Liegnitz.

La corte encontró a Lachmann mentalmente incompetente y fue absuelto por «coacción putativa».